# Гукалівці
Гу́калівці —  село в Україні, у Зборівській міській громаді Тернопільського району Тернопільської області. Раніше - до 2016 - адміністративний центр Гукалівської сільської ради, якій було підпорядковане с. Лопушани. Село Липник (відоме від 1802 р.) виведено з облікових даних у зв'язку з переселенням жителів. До села приєднано х. Верби.

## Географія
Розташоване на Подільській височині на північному заході району за 14 км від найближчої залізничної станції Зборів (с.Млинівці). Географічні координати: 49° 47’ північної широти 25° 10’ східної довготи. Територія — 1,18 км². У селі бере початок річка Гучка, яка впадає в Правий Серет поблизу села Гарбузів.
Гукалівці межують із селами:
- Ярославичами на півдні;
- Лопушанами на сході;
- Перепельниками на півночі.

## Історія
Перша письмова згадка — 1483 р.; за польськими джерелами — 1345 р. Гукалівці належали до Золочівського ключа маєтностей Сенявських, а із XVII століття — власність Собеських. Останнім власником села був Ю. Кабаровський, який розпарцелював частину своєї землі й спровадив сюди польських колоністів. Назва села походить від річки Гучка. Там і було первісне поселення, яке знищили татари; люди, рятуючись від кочівників, втекли в ліс, щоби ворожі коні не могли пройти через кущі.
1904 р. — велика земельна власність належала А. Водзіцькому.
У період Першої світової війни Гукалівці були знищені, люди виселені. Збереглися поховання австрійських солдат.
Діяли філії товариств «Просвіта», «Луг», «Каменярі», «Сільський господар», «Хліборобський Вишкіл Молоді», а також кооператива.
На фронтах Другої світової війни загинув Володимир Вовк (нар. 1921); пропали безвісти — Михайло Вовк (нар. 1920), Богдан Горбач (нар. 1920.) та Денис Проник (нар. 1919). Під час війни село дуже потерпіло, внаслідок бойових дій влітку 1944 р. половина хат у селі була знищена. 8 травня цього ж року німці оточили село та вивезли до Німеччини багато молоді. 15 осіб зголосилися піти до дивізії «Галичина».
Вояками УПА та членами ОУН стали 26 гукалівчан. Серед них: Емілія Білоніжка (нар. 1926), Євген Борисюк (пом. 1944), Анастасія Вовк (нар. 1922), Пелагія Володимир (нар. 1924), Богдан Галагура (нар. 1910), чотовий УПА, заступник районового військового референта Залозецького району Ярослав Галагура («Шпак»; р. н. невід.), Іван Горбач (р. н. невід.), Іван Дяків (нар. 1901), Петро Косар (нар. 1908), Іван Лесик (пом. 1944), Микола Марчук (нар. 1893), Василь Наконечний (р. н. невід.), повітовий референт Чортківщини 1941—1942 рр., сотенний у курені «Кори» Ярослав Процик («Журавель»; р. н. невід.), Микола Рудак (р. н. невід.), Марія Турецька (1924—1994), кущовий Дмитро Ясній («Білий»; р. н. невід.) та інші.
12 червня 2020 року, відповідно до розпорядження Кабінету Міністрів України № 724-р «Про визначення адміністративних центрів та затвердження територій територіальних громад Тернопільської області» увійшло до складу Зборівської міської громади.
19 липня 2020 року, в результаті адміністративно-територіальної реформи та ліквідації Зборівського району, село увійшло до складу Тернопільського району.

## Релігія
Є церква Воздвиження Чесного Хреста Господнього (1930; кам'яна), костел (1926; недіючий).

## Пам'ятники
Споруджено пам'ятник воїнам-односельцям, полеглим у німецько-радянській війні (1985); насипано братську могилу загиблим воїнам УПА.

## Соціальна сфера
Від 1872 року в селі діяла школа, в 1874 році вчителем був Михайло Скуржинський. 
Нині діють ЗОШ I ступеня, клуб, бібліотека, фельдшерський пункт, відділення зв'язку.

## Населення
У XIX столітті в селі проживало 316 осіб.
У 1910 р. в Гукалівцях — 885 жителів. 1921 р. в селі було 56 господарств із 772 мешканцями; 1935 р.: 739 греко-католиків, 300 римо-католиків та 1039 дворів. У 1973 р. село налічувало 167 дворів, 607 жителів.
У 2003 проживало 292 особи, у 2014 — 225 осіб.
Дворів — 230.

## Господарство
1949 року в селі створений колгосп, згодом укрупнений; у 1990-х — розпайований.

## Галерея

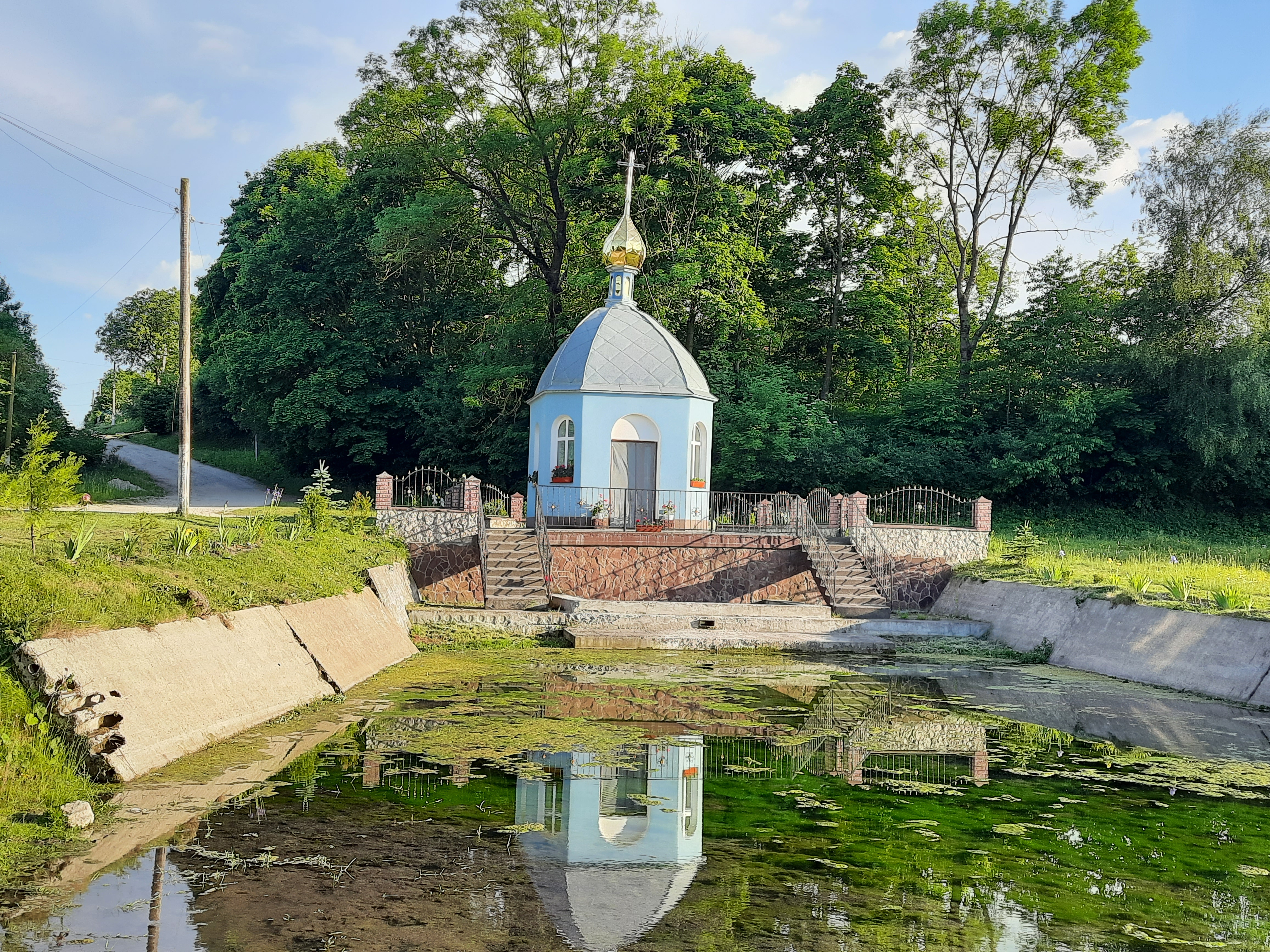
Капличка
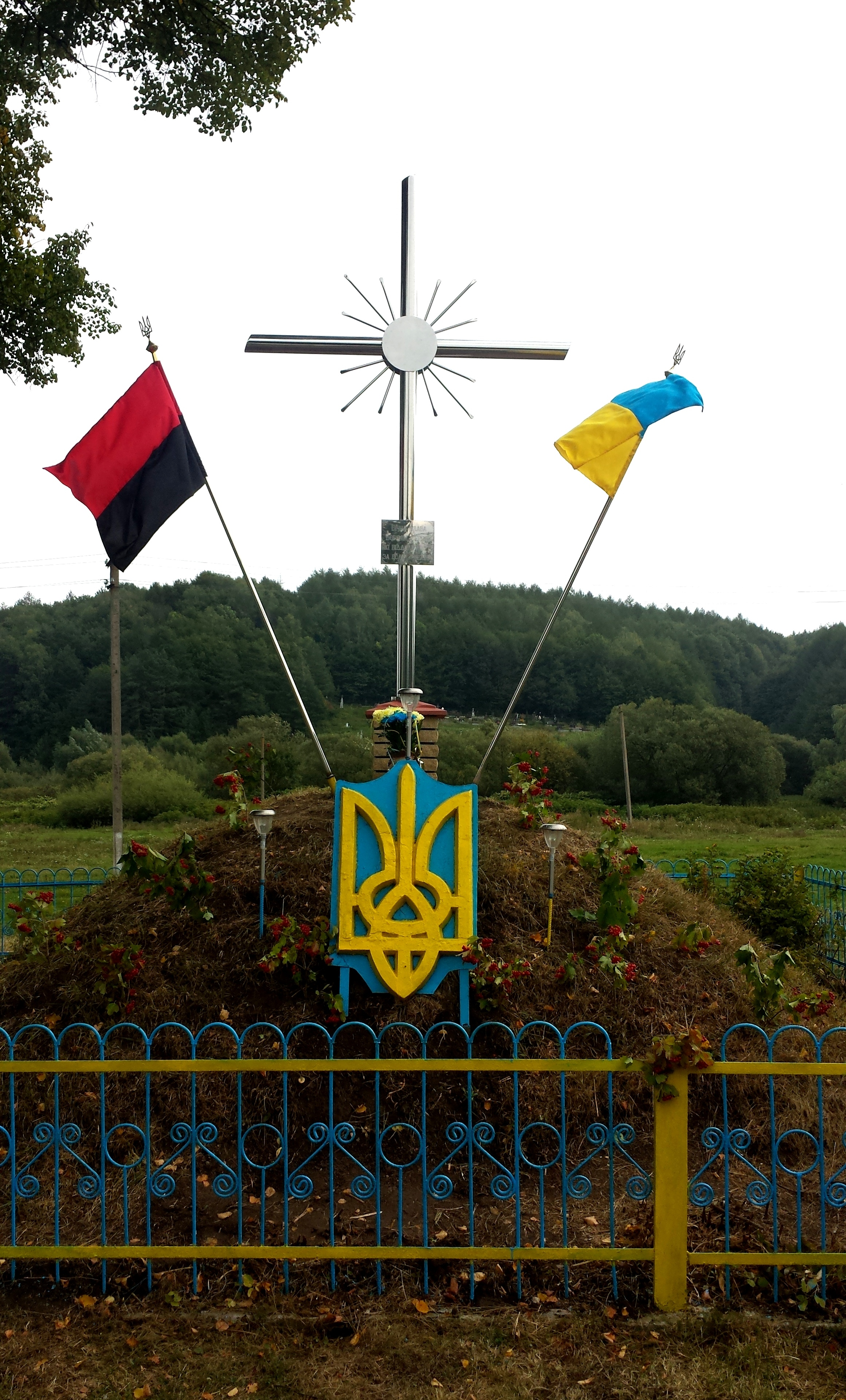
Братська могила
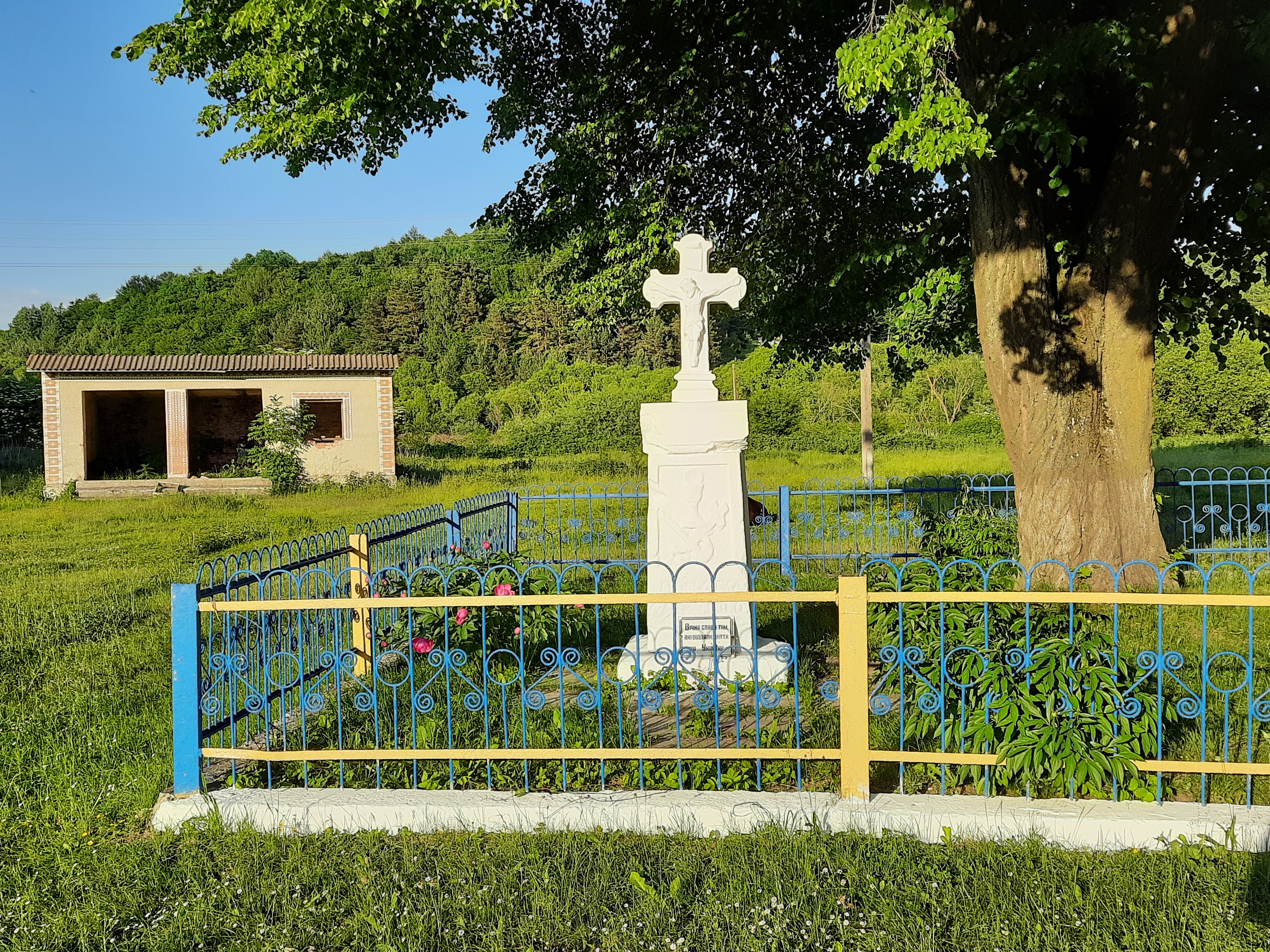
Пам'ятний хрест
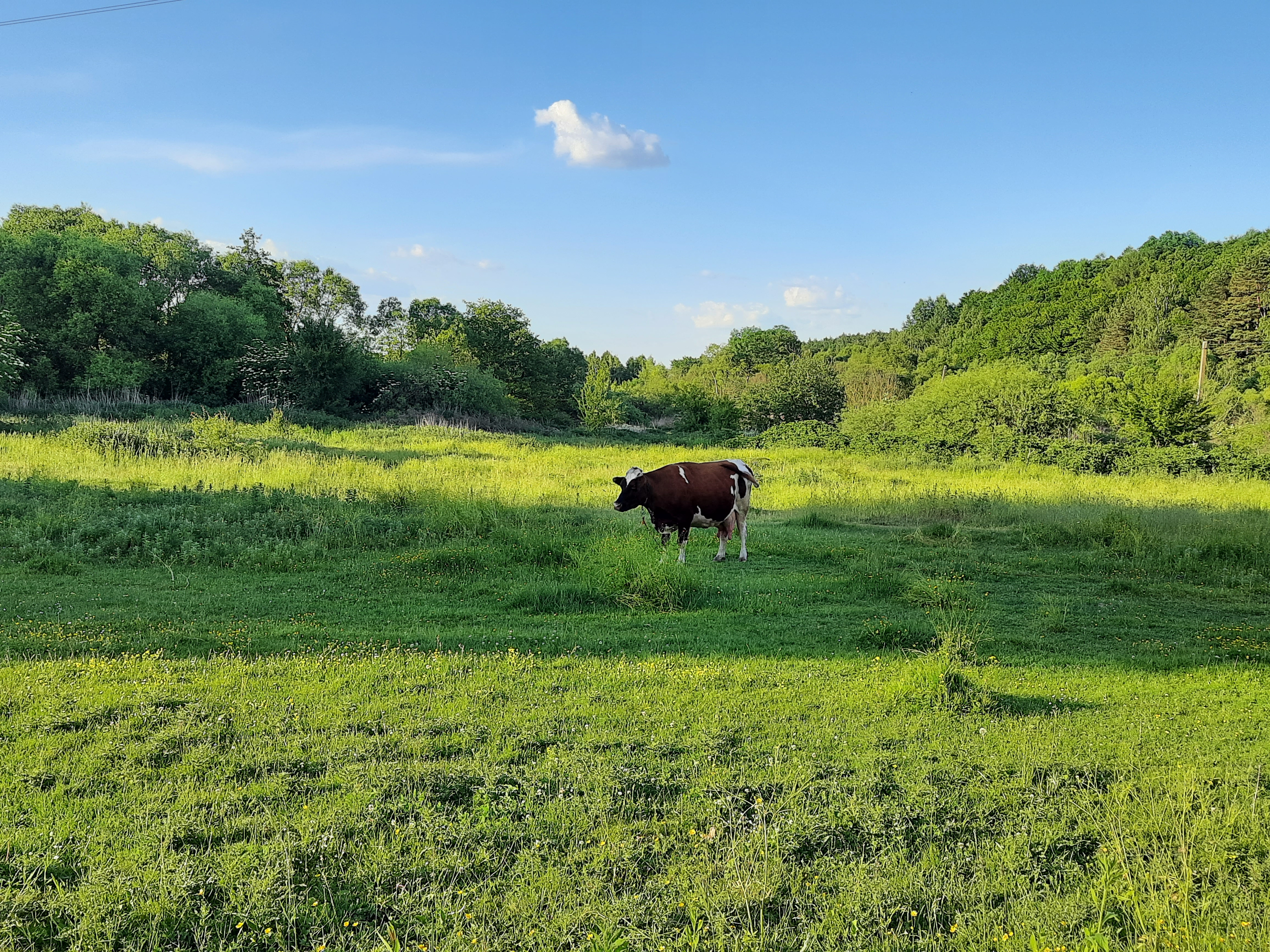
Краєвид біля села